# برادلي ديالو
برادلي ديالو (بالفرنسية: Bradley Diallo) هو لاعب كرة قدم فرنسي، ولد في 20 يوليو 1990 في مارسيليا في فرنسا. لعب مع أولدهام أثلتيك وأولمبيك مارسيليا ولوس أنجلوس غلاكسي.

## وصلات خارجية
- برادلي ديالو على موقع الدوري الأمريكي (الإنجليزية)
- برادلي ديالو على موقع قاعدة بيانات كرة القدم.إي يو (الإنجليزية)
- برادلي ديالو على موقع Soccerbase.com (لاعب) (الإنجليزية)
- برادلي ديالو على موقع Soccerway.com (الإنجليزية)